# Sorainen
Sorainen ist eine Rechtsanwaltskanzlei für Wirtschaftsrecht mit etwa 160 Juristen (davon 23 Partner) in Nordeuropa, Baltikum und Belarus. Sie wurde vom finnischen Juristen Aku Sorainen (* 1963) gegründet und wird von ihm geleitet.

## Geschichte
Im Herbst 1991  begann Aku Sorainen seine Diplomarbeit an der Universität Lappland über Unternehmen und Auslandsinvestitionen in den Baltischen Staaten. Am 6. September 1995 gründete er die Kanzlei Sorainen in Tallinn (Estland).  Im August 1997 eröffnete Sorainen sein zweites Büro in Riga, Lettland. Im Januar 1999 öffnete Sorainen seine dritte Niederlassung in Vilnius, Litauen. Im August 2006 hatte Sorainen 100 Mitarbeiter. Im März 2008 eröffnete Sorainen ein viertes Büro in Minsk, Belarus.

## Mitarbeiter
- Paulius Koverovas (* 1970), litauischer Rechtsanwalt, ehemaliger Vizeminister der Justiz

## Auszeichnungen
- 2008, 2012, 2014, 2015:  Baltic Legal Adviser of the Year (bei European M&A Awards, organisiert von Financial Times & Mergermarket)
- Baltic Law Firm of the Year  bei Law Firm Awards von PLC Which lawyer? (2009, 2010), 2014 bei  Lawyer European Awards 2014 und bei Chambers Europe Award for Excellence 2014[7]
- 2009, 2010, 2012, 2013, 2014: Baltic Law Firm of the Year (bei European Awards von International Financial Law Review)
- Baltic States Tax Firm of the Year (2010, 2011, 2012, 2014, 2015) und Baltic States Transfer Pricing Firm of the Year (2013) bei European Tax Awards (organisiert von International Tax Review)
- 2011, 2013, 2014:  Best Provider of Legal Services in Belarus vom Justizministerium in Belarus
- 2014: "Baltic Law Firm of the Year 2014" bei "The Lawyer"[8]